# Hrabstwo Edmonson

Piramida wieku hrabstwa

Hrabstwo Edmonson – hrabstwo w USA, w stanie Kentucky. Według danych z 2000 roku, hrabstwo zamieszkiwało 11644 osób. Siedzibą hrabstwa jest Brownsville.